# Boys Will Be Boys
"Boys Will Be Boys" é uma música da cantora inglesa Dua Lipa de seu segundo álbum de estúdio Future Nostalgia (2020), servindo como faixa de encerramento do álbum. Lipa escreveu a música com Kennedi, Justin Tranter e Jason Evigan, enquanto a produção ficou a cargo de Stephen Kozmeniuk. É uma balada pop barroca e chamber pop com cordas orquestrais e bateria de banda marcial com backing vocals do coral da Escola de Arte Stagecoach Epsom. Com a intenção de iniciar uma discussão com a música, "Boys Will Be Boys" tem temas do feminismo e aborda as dores de crescimento que as meninas experimentam, precisando crescer mais rápido que os meninos. Ela condena masculinidade tóxica e como a sociedade trata as mulheres como inferiores.
Vários críticos elogiaram a mensagem e a letra de "Boys Will Be Boys", no entanto, muitos acharam que era muito diferente de outras faixas de Future Nostalgia e pensaram que Lipa não entendeu seu ponto de vista corretamente. A música apareceu nas listas de fim de ano publicadas pelo The New York Times e da revista Nylon. Lipa também apresentou a música na cerimônia da Billboard Women in Music de 2020.

## Letras e tema
A letra de "Boys Will Be Boys" foi notada por não ter nenhum senso de sutileza e a cantora canta em dísticos rimados.  Temas de feminismo e empoderamento são retratados nela, enquanto a letra mostra Lipa lamentando como as meninas precisam crescer mais rápido que os homens, enquanto também elogia as mulheres fortes. Ela denuncia a desigualdade de gênero, padrões duplos sexistas, os danos que o patriarcado causa, violência masculina, misoginia, assédio sexual, masculinidade tóxica, estereótipos de gênero, homens que não assumem a responsabilidade por suas ações, privilégio masculino, as expectativas desequilibradas que a sociedade coloca nas meninas em comparação aos homens e como as mulheres tecem comentários machistas em relação a elas.

## Lançamento
"Boys Will Be Boys" foi lançado pela Warner Records em 27 de março de 2020 como a décima primeira e última faixa do segundo álbum de estúdio de Lipa, Future Nostalgia. A cantora decidiu colocá-la como a faixa de encerramento, pois a música é um grande contraste com a faixa-título enérgica, atrevida e poderosa do álbum, a de abertura. Ela achava que era necessário mostrar um lado desprotegido de si mesma para mostrar que muitas mulheres podem ser empoderadas e vulneráveis ao mesmo tempo.

## Paradas
| Parada de 2020   | Melhor posição |
| ---------------- | -------------- |
| Lituânia (AGATA) | 78             |
| Portugal (AFP)   | 148            |

## Certificações
| Região                     | Certificação | Vendas  |
| -------------------------- | ------------ | ------- |
| Brasil (Pro-Música Brasil) | Platina      | 40,000+ |